# O Szungnip
O Szungnip (hangul: 오승립, handzsa: 吳勝立, RR: O Seung-nip; 1946. október 6. –) dél-koreai cselgáncsozó. Az 1972. évi nyári olimpiai játékokon középsúlyban ezüstérmet szerzett. Az 1969-es világbajnokságon bronzérmes volt.

## Olimpiai szereplése
| Versenyző                | Versenyszám | Csoport | Selejtező         | 1. forduló                   | 2. forduló           | 3. forduló              | 4. forduló                | Vigaszág 1. forduló | Vigaszág 2. forduló | Vigaszág 3. forduló | Elődöntő                   | Döntő                    | Helyezés |
| Versenyző                | Versenyszám | Csoport | Ellenfél Eredmény | Ellenfél Eredmény            | Ellenfél Eredmény    | Ellenfél Eredmény       | Ellenfél Eredmény         | Ellenfél Eredmény   | Ellenfél Eredmény   | Ellenfél Eredmény   | Ellenfél Eredmény          | Ellenfél Eredmény        | Helyezés |
| ------------------------ | ----------- | ------- | ----------------- | ---------------------------- | -------------------- | ----------------------- | ------------------------- | ------------------- | ------------------- | ------------------- | -------------------------- | ------------------------ | -------- |
| O Szungnip (O Seung-nip) | Középsúly   | B       | erőnyerő          | Cherdpong Punsoni (THA) · GY | Petr Jákl (TCH) · GY | Lutz Lischka (AUT) · GY | Szekine Sinobu (JPN) · GY |                     |                     |                     | Jean-Paul Coche (FRA) · GY | Szekine Sinobu (JPN) · V |          |